# Olga Wiktorowna Rubljowa
Olga Wiktorowna Rubljowa (russisch Ольга Викторовна Рублёва, engl. Transkription Olga Rublyova; * 28. Oktober 1974 in Wolgograd, RSFSR, Sowjetunion) ist eine ehemalige russische Leichtathletin, die sich auf den Weitsprung spezialisiert hat. Ihren größten Erfolg feierte sie mit dem Gewinn der Silbermedaille bei den Halleneuropameisterschaften 2002 in Wien.

## Sportliche Laufbahn
Erste internationale Erfahrungen sammelte Olga Rubljowa im Jahr 1990, als sie bei den Juniorenweltmeisterschaften in Seoul für das Vereinte Team mit 5,90 m in der Qualifikationsrunde ausschied. Im Jahr darauf gewann sie bei den Junioreneuropameisterschaften in Donostia / San Sebastián mit 6,44 m die Silbermedaille und 1994 gelangte sie bei den Europameisterschaften in Helsinki mit 6,41 m auf den elften Platz. 1995 gelangte sie bei den Weltmeisterschaften in Göteborg mit 6,78 m im Finale auf Rang vier und siegte anschließend mit 6,71 m bei den Militärweltspielen in Rom. Im Jahr darauf nahm sie an den Olympischen Sommerspielen in Atlanta teil und verpasste dort mit 6,47 m den Finaleinzug. 1998 schied sie bei den Europameisterschaften in Budapest mit 6,45 m in der Vorrunde aus und im Jahr darauf gelangte sie bei den Weltmeisterschaften in Sevilla mit 6,56 m im Finale auf Rang elf. 2000 belegte sie bei den Halleneuropameisterschaften in Gent mit 6,67 m den vierten Platz und im September gelangte sie bei den Olympischen Sommerspielen in Sydney mit 6,79 m im Finale ebenfalls auf Rang vier. Im Jahr darauf schied sie bei den Weltmeisterschaften im kanadischen Edmonton mit 6,27 m in der Qualifikationsrunde aus und belegte anschließend bei den Goodwill Games in Brisbane mit 6,81 m den vierten Platz. 2002 gewann sie bei den Halleneuropameisterschaften in Wien mit 6,74 m die Silbermedaille hinter der Griechin Niki Xanthou und gelangte dann im August bei den Freiluft-Europameisterschaften in München mit 6,58 m auf Rang sieben. Anschließend wurde sie beim IAAF Grand Prix Final in Paris mit 6,55 m Vierte. Im Jahr darauf belegte sie bei den Hallenweltmeisterschaften in Birmingham mit 6,68 m den vierten Platz und im Sommer gelangte sie bei den Freiluft-Weltmeisterschaften nahe Paris mit 6,58 m im Finale auf Rang fünf. Daraufhin wurde sie beim World Athletics Final in Monaco mit 6,457 m Vierte. 2004 belegte sie beim World Athletics Final ebendort mit 6,00 m Rang acht. 2007 beendete sie dann ihre aktive sportliche Karriere im Alter von 33 Jahren.
In den Jahren 1995 und 1996 sowie 1998 und 2005 wurde Rubljowa russische Meisterin im Weitsprung im Freien sowie 2002 und 2003 in der Halle.

## Persönlichkeiten
- Weitsprung: 6,90 m, 30. Januar 2000 in Samara
- Dreisprung: 14,45 m, 27. Januar 2000 in Moskau